# Senecio olgae
Senecio olgae là một loài thực vật có hoa trong họ Cúc. Loài này được Regel & Schmalh. miêu tả khoa học đầu tiên.